# Ненад Б'єлиця
Ненад Б'єлиця (хорв. Nenad Bjelica; нар. 20 серпня 1971, Осієк) — хорватський футболіст, що грав на позиції півзахисника. По завершенні ігрової кар'єри — тренер. З кінця вересня 2024 року очолює тренерський штаб хорватського клубу «Динамо».
Виступав, зокрема, за клуби «Альбасете» та «Кайзерслаутерн», а також національну збірну Хорватії, у складі якої їздив на Євро-2004.

## Клубна кар'єра
Народився 20 серпня 1971 року в місті Осієк. Вихованець футбольної школи клубу «Осієк». Дорослу футбольну кар'єру розпочав 1991 року в основній команді того ж клубу, в якій провів два сезони, взявши участь у 28 матчах чемпіонату.
У січні 1993 року Ненад відправився за кордон, ставши гравцем іспанського «Альбасете». Найбільшим успіхом Б'єлиці з «Альбасете» став півфінал Кубка Іспанії. Після вильоту команди Ла Ліги у 1996 році, Б'єлиця перейшов в інший місцевий клуб «Реал Бетіс». Перший сезон у кольорах Бетіса був успішним для хорвата — клуб посів 4 місце в Ла Ліізі та вийшов у фінал Кубка Іспанії, втім у наступному сезоні Ненад втратив місце в основному складі і незабаром перейшов у «Лас-Пальмас» з іспанської Сегунди, де грав до кінця 1999 року.
На початку 2000 року Б'єлиця повернувся в рідний «Осієк» і 2000 року був визнаний футболістом року в Хорватії. Цим півзахисник знову зацікавив закордонні клуби і на початку 2001 року став гравцем німецького «Кайзерслаутерна», з яким дійшов до півфіналу Кубка УЄФА 2001 року.
Протягом 2004—2006 років захищав кольори австрійського клубу «Адміра-Ваккер», після чого влітку 2006 року перейшов у клуб другого за рівнем австрійського дивізіону «Кернтен», де в першій домашній грі забив три голи. 15 вересня 2007 року Б'єлиця як капітан команди замінив головного тренера команди Ріхарда Губера і був до кінця сезону 2007/08 граючим тренером в клубі, після чого завершив ігрову кар'єру.

## Виступи за збірну
28 лютого 2001 року дебютував в офіційних матчах у складі національної збірної Хорватії в товариській грі проти Австрії (1:0), замінивши на 76 хвилині Бошко Балабана.
У складі збірної був учасником чемпіонату Європи 2004 року у Португалії, на якому зіграв 2 матчі, включаючи і свій останній за збірну  — 17 червня 2004 року зі збірною Франції (2:2). Протягом кар'єри у національній команді, яка тривала 4 роки, провів у її формі 9 матчів.

## Кар'єра тренера
Завершивши кар'єру граючого тренера, 1 липня 2008 року Б'єлиця став повноцінним головним тренером «Кернтена», де пропрацював до 2009 року. Після чого очолював інші австрійські нижчолігові клуби «Лустенау» та «Вольфсберг». З останнім Б'єлиця вийшов з Регіоналліги, третього дивізіону країни, до Суперліги, де у дебютному сезоні 2012/13 зайняв з командою 5 місце, ледь не кваліфікувавшись у єврокубки.
Після цього успіху 17 червня 2013 року Б'єлиця став головним тренером одного з грандів австрійського футболу клубу «Аустрія» (Відень), який придбав тренера за 350 тис. євро. Як чемпіон країни клуб отримав право зіграти у кваліфікації до Ліги чемпіонів і Б'єлиці вдалося вивести «Аустрію» вперше в історії клубу до групового етапу турніру, здолавши в останньому раунді кваліфікації «Динамо» (Загреб) (2:3, 2:0). У групі австрійці обіграли вдома пітерський «Зеніт» 4:1, а також здобули дві виїзні нічиї проти «Зеніта» та «Порту», але з 5 очками закінчили груповий етап на останньому місці. В чемпіонаті діючий чемпіон теж виступав не і після 23 турів опинився на п'ятому місці. Після домашньої нічиєї проти «Вінер-Нойштадта» 16 лютого 2014 року хорватський тренер був звільнений.
У червні 2014 року Б'єлиця був призначений тренером «Спеції» в італійській Серії Б. Після успішного першого сезону, в якому команда зайняла п'яте місце в чемпіонаті і лише через поразку у плей-оф не змогла вийти до Серії А, наступний сезон виявився провальним і в листопаді 2015 року, після семи ігор без перемог і 15 місця в таблиці Ненад був звільнений з посади.
30 серпня 2016 року очолив тренерський штаб польського клубу «Лех», де пропрацював два сезони і покинув його 10 травня 2018 року, не здобувши жодних серйозних результатів.
15 травня 2018 року він підписав контракт із загребським «Динамо» на два роки. Всього через чотири дні після приходу у стан «синіх» він виграв з командою чемпіонат Хорватії, а 23 травня здобув і Кубок Хорватії. У сезоні 2018/19 Ненаду не вдалося вивести команду в груповий етап Ліги чемпіонів, але після цього клуб вдало виступив у Лізі Європи, дійшовши до 1/8 фіналу, що є першим виступом хорватського клубу в плей-оф великого європейського змагання. У наступному сезоні Б'єлиці таки вдалося вивести команду до групового етапу Ліги чемпіонів, де 18 вересня 2019 року «динамівці» у першому турі сенсаційно здолали з рахунком 4:0 італійську «Аталанту».
26 вересня 2024 року Б'єлиця підписав багаторічний контракт з «Динамо» ставши новим головним тренером клубу.
| Дата      | Місто      | Господарі          | Результат | Гості      | Турнір             | Голи | Примітки |
| --------- | ---------- | ------------------ | --------- | ---------- | ------------------ | ---- | -------- |
| 28-2-2001 | Рієка      | Хорватія           | 1 – 0     | Австрія    | товариський матч   | -    | 76'      |
| 24-3-2001 | Осієк      | Хорватія           | 4 – 1     | Латвія     | Відбір до ЧС 2002  | -    | 63'      |
| 25-4-2001 | Вараждин   | Хорватія           | 2 – 2     | Греція     | товариський матч   | -    | 61'      |
| 15-8-2001 | Дублін     | Ірландія           | 2 – 2     | Хорватія   | товариський матч   | -    | 81'      |
| 28-4-2004 | Скоп'є     | Північна Македонія | 0 – 1     | Хорватія   | товариський матч   | -    | 58'      |
| 29-5-2004 | Рієка      | Хорватія           | 1 – 0     | Словаччина | товариський матч   | -    | 46'      |
| 5-6-2004  | Копенгаген | Данія              | 1 – 2     | Хорватія   | товариський матч   | -    | 30' 89'  |
| 13-6-2004 | Лейрія     | Швейцарія          | 0 – 0     | Хорватія   | ЧЄ 2004 - 1-й етап | -    | 30' 74'  |
| 17-6-2004 | Лейрія     | Хорватія           | 2 – 2     | Франція    | ЧЄ 2004 - 1-й етап | -    | 68'      |
| Усього    |            | Матчів             | 9         |            | Голів              | 0    |          |

## Титули і досягнення

### Як гравця
- Футболіст року в Хорватії: 2000

### Як тренера
- Чемпіон Хорватії (2):

«Динамо» (Загреб): 2017–18, 2018–19
- Володар Кубка Хорватії (1):

«Динамо» (Загреб): 2017–18
- Володар Суперкубка Хорватії (1):

«Динамо» (Загреб): 2019